# Kama (játék)
A kama miskolci kislabdás csapatjáték, más néven erszénylabdának is nevezik. Kézilabdakapukkal, öt-tízfős csapatokkal játsszák. Miskolc sportja, 2016. május 26-án került Miskolc és környéke helyi értékei közé, sport kategóriában.
Az Észak-Keleti Átjáró Kulturális és Tudományos Egyesület hozta újra köztudatba.
A kama eredetének és elterjedtségének feltárására egy helytörténeti kutatás folyt a 2010-es évek közepén. Ennek tapasztalatai szerint a játék az 1950-es években jöhetett létre a diósgyőri Vasgyárban, a fiúiskolában. Nem tudni, egy tornatanár találta-e ki, vagy spontán módon alakult ki a gyerekek játéka során. A 60-70-80-as évek folyamán továbbterjedt más városrészekbe, lakótelepekre. A kutatás százas nagyságrendben talált visszaemlékezőket, akik eltérően emlékeztek a konkrét szabályokra, játékmódra. Hol volt kapu, hol csak két vonal, hol el kellett dugni a labdát, hol csak dobni. Unikumnak tűnik a kama legérdekesebb jellemzője: az ellenfél dobását elkapva a védekező csapat eldughatja a labdát és úgy támadhatja a másik oldali kaput (vagy alapvonalat). Vagyis: összebújnak, az egyik játékos a meze alá rejti a játékszert, de a társai is úgy tesznek, mint ha náluk lenne. Így a másik fél nem tudja, ki ellen kell védekeznie. A védekezés módja: érintéssel megállítani akit csak lehet. Az is kiderült, hogy hivatalos sportként, szervezett bajnokságok keretében, pláne egyesületi formában sosem jelent meg a kama. Csak mint „népi” játék, iskolaudvari, lakótelepi időtöltés tizenévesek számára.
A rendszerváltás után, az ezredfordulóra a játék erősen háttérbe szorult, szinte eltűnt, elfelejtődött. Civilek helytörténeti értékként felkarolták és fogtak az újra-népszerűsítésébe. Direkt e célból létrehozták a Zöld Meteor kamaklubot, amely az újonnan beindított (2013-14-től) iskolai kamabajnokságok szervezése mögött áll.
A kama elemei és szükséges készségek hasonlítanak a népi méta (játék), kézilabda és kislabda dobás sport aktivitásokhoz.